# انتخابات الجمعية الدستورية الألمانية الشرقية 1949

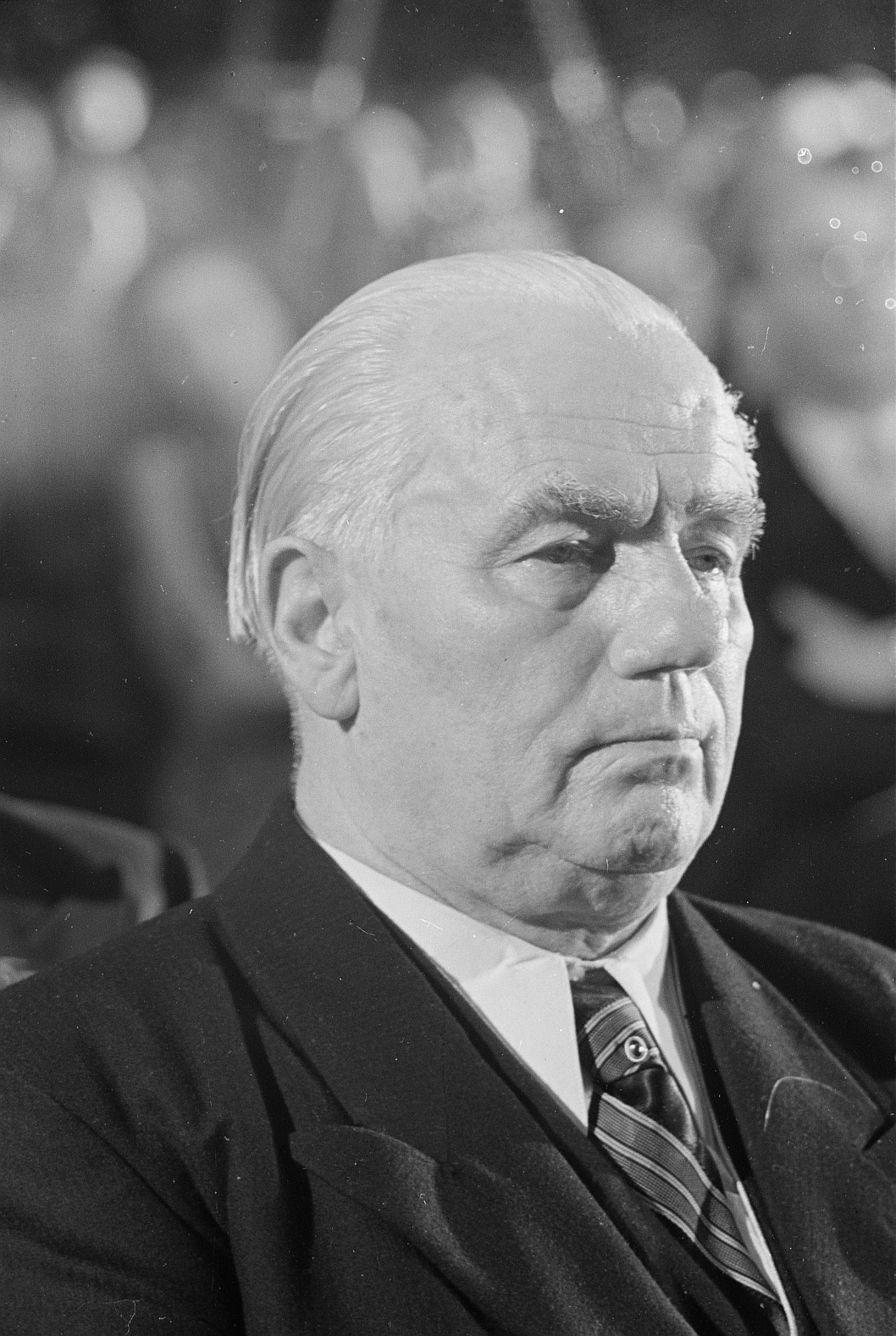

عقدت انتخابات مؤتمر الشعب الألماني الثالث في ألمانيا الشرقية يومي 15 و16 مايو 1949. عُرض على الناخبين «قائمة وحدة» من «كتلة الأحزاب الديمقراطية المناهضة للفاشية»، والتي هيمن عليها شيوعيو حزب الوحدة الاشتراكي في ألمانيا. تمت صياغة الاقتراع «أنا من أجل وحدة ألمانيا ومعاهدة سلام عادل. لذا، أصوت لصالح قائمة المرشحين التالية لمجلس الشعب الألماني الثالث»، مع وجود خيارات للتصويت للناخبين «نعم» و«لا». لم يكن التصويت سريًا في معظم أنحاء البلاد.
وفقًا للأرقام الرسمية فقد صوت 95.2% من الناخبين، ووافق 66% منهم على القائمة، وهي أقل الأصوات مشاركةً في الكتلة التي يهيمن عليها الحزب الديمقراطي الاشتراكي خلال العقود الأربعة التالية من الحكم الشيوعي. حصلت الجبهة الوطنية رسميًا على أكثر من 99% من الأصوات في جميع انتخابات ألمانيا الشرقية اللاحقة.

## النتائج
| الخيار                      | الأصوات  | %    | المقاعد |
| --------------------------- | -------- | ---- | ------- |
| قائمة الوحدة                | 7943949  | 66.1 | 1400    |
| ضد                          | 4080272  | 33.9 | -       |
| أصوات غير صالحة / فارغة     | 863013   | -    | -       |
| المجموع                     | 12887234 | 100  | 1400    |
| الناخبين المسجلين / الاقبال | 13533071 | 95.2 | -       |
| المصدر: Nohlen & Stöver     |          |      |         |

## بعد الانتخابات
اعتمدت الجمعية الدستورية أول دستور لألمانيا الشرقية في أكتوبر وأعلنت إنشاء جمهورية ألمانيا الديمقراطية في 7 أكتوبر. ثم حولت نفسها إلى أول برلمان الشعب.